# Mohamed Kader Meïté
Mohamed Kader Meïté  (Créteil, 11 oktober 2007) is een Frans voetballer die bij voorkeur als aanvaller speelt. Hij speelt bij Stade Rennais.

## Clubcarrière
Op 5 november 2024 tekende Meïté zijn eerste profcontract bij Stade Rennais. Vijf dagen later debuteerde hij in de Ligue 1 tegen Toulouse.